# Kevin Vogt
Kevin Vogt, född 23 september 1991, är en tysk fotbollsspelare som spelar för 1899 Hoffenheim.

## Karriär
Den 30 maj 2016 värvades Vogt av 1899 Hoffenheim, där han skrev på ett fyraårskontrakt. Den 12 januari 2020 lånades Vogt ut till Werder Bremen på ett låneavtal över resten av säsongen 2019/2020.